# Grüner Stör
Der Grüne Stör (Sinosturio medirostris, Synonym: Acipenser medirostris) ist eine Fischart aus der Familie der Störe (Acipenseridae) und kommt an der Pazifikküste Nordamerikas von den Aleuten bis auf die Höhe von Ensenada im mexikanischen Bundesstaat Baja California vor. Die dieser Art ähnlichen Störe auf der nordostasiatischen Seite des Pazifik werden heute als eigene Art (Sachalin-Stör (Sinosturio mikadoi)) angesehen.

## Merkmale

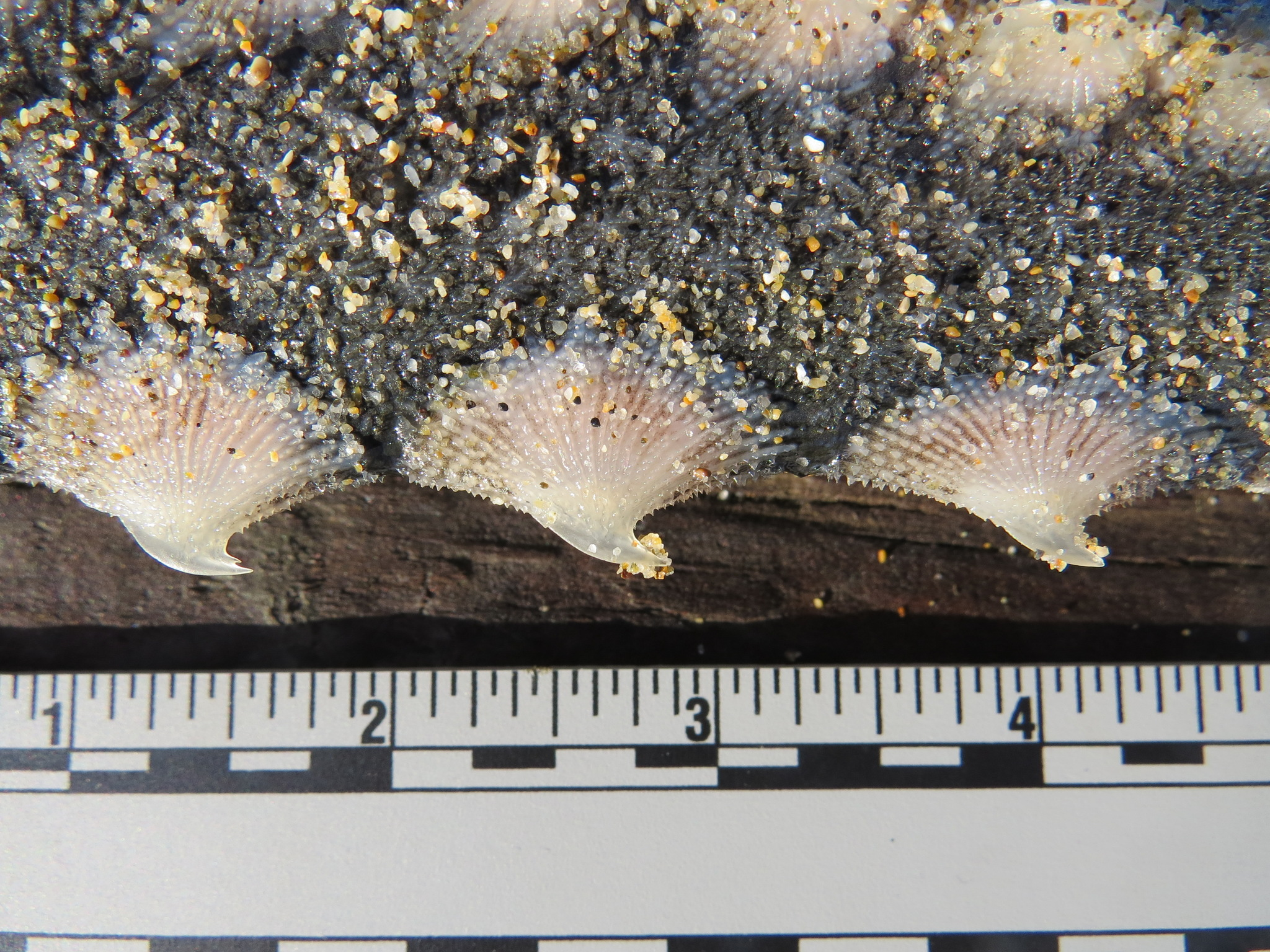
Sinosturio medirostris, Knochenplatten

Der Grüne Stör erreicht eine Durchschnittslänge von 1,30 Metern, maximal wird er 2,50 Meter lang, bei einem Maximalgewicht von 159 kg. Seine Farbe ist meist oliv bis dunkelgrün, die Unterseite weißlich-grün, die Flossen grau bis fahlgrün. Ein olivgrüner Längsstreifen zieht sich zwischen den seitlichen und den ventrolateralen Knochenplatten, ein weiterer entlang der Mittellinie des Bauches. Die laterale Knochenplattenreihe besteht aus 23 bis 30 Knochenplatten. Charakteristisch für die Art ist eine einzelne Reihe von ein bis vier Knochenplatten entlang der Mittellinie zwischen Anus und Afterflosse. Die Rückenflosse liegt im hinteren Körperdrittel, die Afterflosse liegt unter dem hinteren Rückenflossenabschnitt. Die Brustflossen setzen bauchseitig hinter den Kiemenöffnungen an und sind groß und abgerundet. Die Bauchflossen befinden sich nahe dem Anus.
Flossenformel: Dorsale 33–35, Anale 22–28.
Die vier Barteln stehen üblicherweise näher zum Maul als zur Spitze des Rostrums. Das Rostrum ist bei Jungfischen schaufelförmig.

## Lebensweise
Der Grüne Stör kommt küstennah im Meer, im Salz- und Brackwasser von Flussmündungen und im Süßwasser der Flussunterläufe vor. Er hält sich mehr im Meer auf als der Weiße Stör (Sinosturio transmontanus) und unternimmt dort lange Wanderungen. Große Ansammlungen der Fische findet man zeitweise in der Mündung von Columbia- und Fraser River in Kanada, in Willapa Bay, Grays Harbor im US-Bundesstaat Washington, und in den Mündungen von Eel River, Sacramento River und San Joaquin River in Kalifornien. Er laicht im Süßwasser. Als Laichgebiete sind heute nur noch drei Flüsse in den Vereinigten Staaten bekannt, der Rogue River in Oregon, der Klamath River und der Sacramento River in Kalifornien.

## Gefährdung
Das Fleisch des Grünen Störs ist essbar, hat aber einen unangenehmen Geschmack und einen unangenehmen Geruch. Sein Lebensraum ist durch Staudammbau eingeschränkt worden. Die IUCN schätzte 2006, dass die Gesamtpopulation der Art bei 34.000 bis 166.000 ausgewachsenen und fast ausgewachsenen Fischen liegt und damit gering gefährdet ist.